# Yvonne Suddick
Yvonne Suddick é uma ex-patinadora artística britânica, que competiu na dança no gelo. Com Malcolm Cannon ela conquistou uma medalha de prata e uma de bronze em campeonatos mundiais, duas medalhas de prata em campeonatos europeus e foi duas vezes vice-campeã do campeonato nacional britânico. Com Roger Kennerson ela conquistou uma medalha de prata e duas de bronze em campeonatos europeus e foi duas vezes vice-campeã do campeonato nacional britânico.

## Principais resultados

### Com Malcolm Cannon
| Resultados           | Resultados        | Resultados       | Resultados    | Resultados    | Resultados    | Resultados    | Resultados    | Resultados    | Resultados    | Resultados    | Resultados    | Resultados    | Resultados    | Resultados    | Resultados    |  |
| Internacional        | Internacional     | Internacional    | Internacional | Internacional | Internacional | Internacional | Internacional | Internacional | Internacional | Internacional | Internacional | Internacional | Internacional | Internacional | Internacional |  |
| Evento/Temporada     | 1966– 1967        | 1967– 1968       |               |               |               |               |               |               |               |               |               |               |               |               |               |  |
| -------------------- | ----------------- | ---------------- | ------------- | ------------- | ------------- | ------------- | ------------- | ------------- | ------------- | ------------- | ------------- | ------------- | ------------- | ------------- | ------------- |  |
| Campeonato Mundial   | Medalha de bronze | Medalha de prata |               |               |               |               |               |               |               |               |               |               |               |               |               |  |
| Campeonato Europeu   | Medalha de prata  | Medalha de prata |               |               |               |               |               |               |               |               |               |               |               |               |               |  |
| Nacional             |                   |                  |               |               |               |               |               |               |               |               |               |               |               |               |               |  |
| Campeonato Britânico | Medalha de prata  | Medalha de prata |               |               |               |               |               |               |               |               |               |               |               |               |               |  |
|                      |                   |                  |               |               |               |               |               |               |               |               |               |               |               |               |               |  |

### Com Roger Kennerson
| Resultados           | Resultados        | Resultados        | Resultados       | Resultados    | Resultados    | Resultados    | Resultados    | Resultados    | Resultados    | Resultados    | Resultados    | Resultados    | Resultados    | Resultados    | Resultados    |  |
| Internacional        | Internacional     | Internacional     | Internacional    | Internacional | Internacional | Internacional | Internacional | Internacional | Internacional | Internacional | Internacional | Internacional | Internacional | Internacional | Internacional |  |
| Evento/Temporada     | 1963– 1964        | 1964– 1965        | 1965– 1966       |               |               |               |               |               |               |               |               |               |               |               |               |  |
| -------------------- | ----------------- | ----------------- | ---------------- | ------------- | ------------- | ------------- | ------------- | ------------- | ------------- | ------------- | ------------- | ------------- | ------------- | ------------- | ------------- |  |
| Campeonato Mundial   | 4.ª               | 6.ª               | 4.ª              |               |               |               |               |               |               |               |               |               |               |               |               |  |
| Campeonato Europeu   | Medalha de bronze | Medalha de bronze | Medalha de prata |               |               |               |               |               |               |               |               |               |               |               |               |  |
| Nacional             |                   |                   |                  |               |               |               |               |               |               |               |               |               |               |               |               |  |
| Campeonato Britânico |                   | Medalha de prata  | Medalha de prata |               |               |               |               |               |               |               |               |               |               |               |               |  |
|                      |                   |                   |                  |               |               |               |               |               |               |               |               |               |               |               |               |  |